# Myzostoma gopalai
Myzostoma gopalai is een ringworm uit de familie Myzostomatidae.
Myzostoma gopalai werd in 1943 voor het eerst wetenschappelijk beschreven door Subramaniam in George.